# 9

9(구)는 8보다 크고 10보다 작은 자연수다.

## 수학
- 합성수로, 그 약수는 1과 3, 그리고 자기 자신인 9다. 진약수의 합은 4이므로, 9는 부족수다.
  - 가장 작은 홀수 합성수다.
  - 3번째 반소수이자, 가장 작은 홀수 반소수다. 앞의 반소수는 6, 다음 반소수는 10이다.
- 3번째 제곱수(32)다. 앞의 제곱수는 4, 다음은 16이다.
- 4번째 모츠킨 수다. 앞의 모츠킨 수는 4, 다음은 21이다.
- 2번째 카프리카 수다. 다음 카프리카 수는 45다.

{\displaystyle 9^{2}=81}이며, {\displaystyle 8+1=9}이므로 9는 카프리카 수다.
- 2번째 구각수다. 다음 구각수는 24다.
- 자릿수 제곱합이 제곱수인 9번째 자연수다. 이 성질을 지닌 앞의 수는 8, 다음 수는 10이다. (OEIS의 수열 A175396)
- {\displaystyle 9=(1!)+(2!)+(3!)}
  - 3의 계승(3!)까지의 합이다.
- {\displaystyle 9=1^{3}+2^{3}}
  - 연속하는 두 자연수의 세제곱합으로 나타낼 수 있는 가장 작은 수이며, 이 성질을 지닌 다음 수는 35다.
- 두 가지 이상의 숫자로 구성된 두 자리 이상의 자연수와 그것을 뒤집은 자연수의 차의 자릿수근은 9다.[1]

## 과학·기술
- 플루오린 (F)의 원자번호.
- 1932년부터 2006년까지 태양계 천체 중 9개를 행성으로 분류했었다.
- 사람의 임신 기간은 그레고리력으로 9개월이다.
- NGC 9: 페가수스자리 방향에 있는 막대나선은하.
- 루나 9호: 소련의 무인 우주 탐사선.

## 교통

### 철도
- 서울 지하철 9호선

### 도로
- 고속도로
  - 유럽 고속도로 9호선: 프랑스 오를레앙에서 스페인 바르셀로나까지 이어지는 유럽 고속도로.
- 국도 제9호선
  - 일본 9번 국도: 교토부 교토시 시모교구에서 야마구치현 시모노세키시까지 이어지는 일본의 국도.
  - 미국 9번 국도: 델라웨어주 로렐(영어판)에서 뉴욕주 챔플레인(영어판)까지 이어지는 미국의 국도.
- 기타 도로
  - 현도 제9호선

## 문화유산
- 대한민국의 국보 제9호: 부여 정림사지 오층석탑
- 대한민국의 보물 제9호: 용인 서봉사지 현오국사탑비

## 방송
한국어
대한민국
- KBS 1TV의 채널 번호.
  - KBS경인방송센터 (경기/인천)
  - KBS춘천방송총국, KBS강릉방송국, KBS원주방송국 (강원도)
  - KBS대전방송총국, KBS청주방송총국, KBS충주방송국 (대전/세종/충남/충북)
  - KBS부산방송총국, KBS울산방송국, KBS창원방송총국, KBS진주방송국, KBS대구방송총국, KBS포항방송국, KBS안동방송국 (부산/울산/경남/대구/경북)
  - KBS광주방송총국, KBS목포방송국, KBS순천방송국, KBS전주방송총국, KBS제주방송총국 (광주/전남/전북/제주)

조선민주주의인민공화국
- 룡남산텔레비죤의 채널 번호.

- AM 라디오의 주파수는 9kHz 간격으로 할당된다.

가나
- 넘버 9 TV의 채널 번호.

나이지리아
- ROK (나이지리아 TV 채널)의 채널 번호.

## 스포츠
- 야구
  - 야구는 9명이 한 팀을 이룬다. 한 경기는 9이닝[a]까지 진행한다.
  - 야구에서 우익수의 수비 위치를 나타낸다.
  - 삼성 라이온즈의 역대 최저 순위는 9위다.
  - 최다 연속 경기 홈런 세계기록은 롯데 자이언츠 이대호가 달성한 9경기 연속홈런이다.

- 축구에서 배번 9는 최전방 공격수, 혹은 득점에 능한 선수를 의미한다.
- 당구의 종목인 나인볼은 9개의 목적구를 놓고 진행하는 종목이다.

## 기타
- 연도: 9년, 기원전 9년
- 우비소년의 나이는 9세(만 8세)다.
- 그리스 신화에는 9명의 뮤즈가 있다.
- 이집트 신화에는 9명의 주신이 있다.

한자 九(9)

- ISO-9는 키릴 문자를 로마 문자로 옮겨적는 전자법 표준이다.
- 한국을 비롯한 동북아시아에는 꼬리 아홉 달린 여우인 구미호에 대한 전설이 있다.
- 중국에서는 아홉 구(九)와 오랠 구(久)의 병음이 모두 ‘Jiu3’으로 같아 길하게 여기는 경향이 있다.
- 한국에서는 9 또는 9가 들어간 수(19, 29 등)를 ‘아홉수’라고 하는데, 아홉수로 된 나이 때는 결혼이나 이사 등을 금기시하는 경향이 있다.
- 일본에서는 아홉 구(九)와 괴로울 고(苦)의 음이 모두 ‘쿠’(일본어: く)로 같아서 9를 좋지 않게 여기는 경향이 있다.
- 대한민국 고등학교 내신 등급과, 대학수학능력시험은 9등급까지 표기된다. 9등급은 최하위 등급이다.
- 중국에서는 9를 황제의 숫자로 여긴다.
- 네덜란드나 영국 등의 많은 나라의 한 학년은 9월에 시작한다.
- 죽염은 대나무 통속에 천일염을 넣고 소나무 장작불로 9번 구워서 만들어진다.
- 수능 수학 영역의 주관식 문제는 가형과 나형 모두 9문제씩 출제된다.
- 중국에서는 숫자 9는 검지 손가락을 접어서 표현한다.
- 한국어의 품사는 총 9개다.
- 엑소 멤버는 수호, 찬열, 백현, 첸, 시우민, 디오, 세훈, 레이, 카이로 총 9명이다.
- 베토벤, 말러, 드보르자크 교향곡의 수.
- 기아 K9

## 같이 보기
- 9 (동음이의)
- 0.999…
- 나인
- 넘버 나인

### 내용주
1. ↑  각 회는 ‘몇 회 초’나 ‘몇 회 말’로 나눈다. 9회 말까지 승부가 결정되지 않을 경우 연장전(10회~)을 진행한다.

### 참조주
1. ↑  이강굉 (2002년 6월 10일). 《넘 재밌는 숫자의 비밀풀기》. 예문당.